# Eublemmoides semirufa
Eublemmoides semirufa är en fjärilsart som beskrevs av George Francis Hampson 1902. Eublemmoides semirufa ingår i släktet Eublemmoides och familjen nattflyn. Inga underarter finns listade i Catalogue of Life.